# カミノクレッセ
カミノクレッセ（欧字名:Kamino Cresse、1987年5月30日 - 2014年7月8日）は、日本の競走馬、種牡馬。主な勝ち鞍に1991年のブリーダーズゴールドカップ、1992年の日経新春杯。
芝とダートの両方で活躍し、1992年春のGI競走では3戦連続の2着を記録し名脇役ぶりを発揮した。
馬名の由来は冠名の「カミノ」＋音楽用語「クレッシェンド（次第に強く、次第に広がる）」から来た「クレッセ」。

## 経歴

### 4歳（1990年）
カミノクレッセのデビュー戦は1990年2月、阪神芝1600mの新馬戦。安達昭夫が騎乗したが、2着に終わった。新馬戦後、クレッセはトウ骨に不安を抱えていたことから、脚に負担の少ないダート戦を中心に使われ、4戦目で初勝利を挙げた（この時も安達が騎乗している）。だが初勝利後、骨膜炎で秋まで休養することになる。
休養後、9月の中京競馬で復帰したクレッセは武豊とのコンビで500万下戦、900万下戦と条件戦を確実に勝ち上がり、準オープン馬まで昇格した。

### 5歳（1991年）
2月の橿原ステークス（1500万下）に勝ってオープン馬になったクレッセは内山正博とのコンビで中日新聞杯で重賞初挑戦したが、4着に終わった。その後、クレッセは一度、1500万下に降級するものの、6月のエルムステークスで南井克巳とのコンビで勝利を収め、オープン馬に復帰した。このエルムステークスを境に南井がクレッセの主戦騎手を務めることになる。
2度目の重賞挑戦となった札幌記念では、11番人気ながら1着のメジロパーマーと0.2秒差の3着となり、芝でも好勝負できることを示した。その後、タイムス杯、シーサイドステークスとダートのオープン戦を2連勝したクレッセは中央競馬と地方競馬の交流競走・第3回ブリーダーズゴールドカップに出走。1番人気に推されたクレッセは、地方勢の筆頭と目されていたスイフトセイダイ（岩手）に大差（10馬身以上）を付けて圧勝、重賞初勝利を挙げた。
念願の重賞制覇を遂げたクレッセは天皇賞（秋）にぶっつけで出走。これがクレッセにとって、初めてGI競走の出走であり、この天皇賞（秋）を境に芝のレースを使っていくことになる。
レースでは4位で入線したが、1位入線のメジロマックイーンが第2コーナーで他馬の進路を妨害したため18着に降着となり、繰り上がりの3着となった。しかし、クレッセ自身もこの進路妨害の影響を受けて脚部に外傷を負ったことから、笹針治療もかねて休養に入り、ジャパンカップと有馬記念は回避を余儀なくされた。この天皇賞後、クレッセは脚部に慢性的な不安を抱えるようになり、脚に何本も注射を打ってからレースに臨むことが常となっていく。クレッセの調教助手を務めた河野正義は後に「まあ、勝負事に『もしも』というのは言ってはいけないことなんだが、もしもメジロマックイーンの斜行による不利さえなければ、カミノクレッセはメジロマックイーンと互角に戦えただろうし、GIの1つや2つは取れたと思うよ」と述べている。

### 6歳（1992年）
休養から復帰したクレッセは1月の日経新春杯で2着のホワイトアローに2馬身差を付けて快勝、芝の重賞を初勝利した。続く天皇賞（春）の前哨戦・阪神大賞典ではメジロマックイーンと再戦したが、同馬と5馬身差の2着に終わった。
天皇賞（春）では、南井がイブキマイカグラに騎乗するため、クレッセには田島信行が騎乗。4番人気だったクレッセは前年のクラシック二冠馬トウカイテイオーやイブキマイカグラには先着したものの、メジロマックイーンには敵わず、2馬身半差の2着に敗れた。
天皇賞後、クレッセは鞍上を南井に戻して、天皇賞（春）の3200mから一気に距離が半減する1600mの安田記念に出走。後方待機策から最後の直線で追い込んだが、11番人気の伏兵であったヤマニンゼファーを捉えきれず、3/4馬身差で2着に終わった。そして、宝塚記念ではメジロマックイーンやトウカイテイオーが故障で不在の中、クレッセはGIで初めて1番人気に支持され、GI初制覇の期待が掛かっていた。しかし、レースでは先行策を採って4コーナーで2番手に上がりながら、逃げていたメジロパーマーを捉えられず、3馬身差の2着に終わった。なお、1984年にグレード制が導入されて以来、春の古馬GI競走に皆勤し、すべて2着となった馬はクレッセのみである。
宝塚記念後、クレッセは休養に入ったが、脚部不安のため復帰できず、秋シーズンは全休となった。

### 7歳（1993年）
クレッセは1月の日経新春杯で復帰し連覇を狙ったが10着と大敗。その後、脚部不安に悩まされながら、安田記念と天皇賞（秋）に出走したが、安田記念は8着、天皇賞（秋）は11着に終わった。そして、11月のアルゼンチン共和国杯7着後、慢性化していた脚部不安が更に悪化し、引退することになった。

### 引退後
引退後、クレッセは日高軽種馬農協やイーストスタッドにて種牡馬として供用されたが、18頭の産駒のうち勝利を挙げたのは僅か1頭という種牡馬成績に終わり、1999年に種牡馬を引退した。その後は2014年7月8日朝に老衰で死亡するまで昭和牧場にて功労馬として繋養されていた。

## 競走成績
以下の内容は、netkeiba.comおよびJBISサーチに基づく。
| 年月日 | 年月日 | 年月日 | 競馬場 | 競走名               | 格   | 頭数 | 枠番 | 馬番 | オッズ （人気） | オッズ （人気） | 着順 | 騎手     | 斤量 （kg） | 距離（馬場）  | タイム （上り3F.4F） | タイム差 | 勝ち馬/（2着馬）       |
| 1990   | 2.     | 25     | 阪神   | 4歳新馬              |      | 10   | 5    | 5    | 3.9             | （3人）         | 2着  | 安達昭夫 | 55          | 芝1600m（重） | 1:40.5 (50.8)        | 0.7      | ピースマシーン         |
|        | 3.     | 11     | 阪神   | 4歳新馬              |      | 8    | 6    | 6    | 4.3             | （3人）         | 3着  | 安達昭夫 | 55          | ダ1800m（良） | 1:55.6 (52.9)        | 0.4      | カンキオー             |
|        | 3.     | 17     | 阪神   | 4歳新馬              |      | 9    | 4    | 4    | 5.1             | （2人）         | 2着  | 安達昭夫 | 55          | ダ1700m（稍） | 1:48.6 (50.6)        | 0.1      | マイスターパレス       |
|        | 4.     | 1      | 阪神   | 4歳未勝利            |      | 12   | 5    | 5    | 1.7             | （1人）         | 1着  | 安達昭夫 | 55          | ダ1700m（不） | 1:46.6 (50.0)        | -1.6     | （テンザンアムール）   |
|        | 9.     | 16     | 中京   | 4歳上500万下         |      | 13   | 4    | 4    | 1.7             | （1人）         | 1着  | 武豊     | 54          | ダ1700m（不） | 1:48.5 (40.4)        | -0.5     | （ロングファイター）   |
|        | 10.    | 6      | 京都   | 4歳上900万下         |      | 10   | 4    | 4    | 3.3             | （2人）         | 5着  | 武豊     | 54          | ダ1800m（稍） | 1:54.6 (51.7)        | 0.8      | アメリカンシチー       |
|        | 10.    | 21     | 京都   | 鳴滝特別             | 900  | 12   | 7    | 9    | 15.6            | （10人）        | 12着 | 田原成貴 | 55          | 芝2400m（良） | 2:27.7 (48.6)        | 1.4      | シルクオーシャン       |
|        | 11.    | 11     | 京都   | 4歳上900万下         |      | 16   | 3    | 5    | 9.2             | （5人）         | 1着  | 武豊     | 54          | ダ1400m（良） | 1:25.7 (49.1)        | 0.0      | （シクレノンテイオー） |
|        | 11.    | 24     | 京都   | 花園S                | 1500 | 16   | 4    | 8    | 15.3            | （7人）         | 5着  | 田島良保 | 52          | ダ1400m（良） | 1:24.8 (48.0)        | 1.1      | ミスタートウジン       |
|        | 12.    | 15     | 京都   | 洛北S                | 1500 | 16   | 8    | 16   | 24.0            | （12人）        | 7着  | 田島良保 | 52          | 芝1400m（良） | 1:22.4 (46.4)        | 0.6      | マイスーパーマン       |
| 1991   | 1.     | 6      | 京都   | 門松S                | 1500 | 16   | 3    | 5    | 15.8            | （5人）         | 3着  | 田島良保 | 56          | ダ1400m（良） | 1:25.0 (48.8)        | 0.5      | ミスタートウジン       |
|        | 1.     | 26     | 京都   | 羅生門S              | 1500 | 14   | 7    | 12   | 7.3             | （5人）         | 2着  | 田島良保 | 56          | ダ1400m（稍） | 1:23.8 (48.3)        | 0.9      | ディープグローリー     |
|        | 2.     | 10     | 京都   | 橿原S                | 1500 | 12   | 8    | 12   | 7.1             | （3人）         | 1着  | 南井克巳 | 56          | ダ1800m（不） | 1:50.6 (48.9)        | -0.1     | （マルトラック）       |
|        | 3.     | 3      | 小倉   | 中日新聞杯           | GIII | 13   | 6    | 9    | 10.3            | （6人）         | 4着  | 内山正博 | 53          | 芝1800m（良） | 1:49.2 (37.0)        | 1.0      | ショウリテンユウ       |
|        | 3.     | 16     | 中京   | プロキオンS          | OP   | 13   | 5    | 6    | 7.4             | （5人）         | 7着  | 河内洋   | 54          | ダ1700m（重） | 1:44.5 (36.9)        | 0.6      | ストロングパワー       |
|        | 4.     | 14     | 京都   | 陽春S                | OP   | 13   | 4    | 5    | 19.5            | （7人）         | 11着 | 内山正博 | 53          | 芝1600m（稍） | 1:35.5 (48.0)        | 1.0      | ワイドバトル           |
|        | 6.     | 16     | 札幌   | エルムS              | 1500 | 10   | 2    | 2    | 2.3             | （1人）         | 1着  | 南井克巳 | 57          | ダ1700m（良） | 1:45.6 (38.4)        | -0.6     | （マイグローリア）     |
|        | 6.     | 30     | 札幌   | 札幌記念             | GIII | 16   | 6    | 12   | 30.2            | （11人）        | 3着  | 南井克巳 | 54          | 芝2000m（良） | 2:01.1 (36.2)        | 0.2      | メジロパーマー         |
|        | 7.     | 27     | 札幌   | タイムス杯           | OP   | 12   | 7    | 9    | 2.3             | （1人）         | 1着  | 南井克巳 | 55          | ダ1700m（不） | 1:43.2 (37.0)        | -0.2     | （ナリタハヤブサ）     |
|        | 8.     | 25     | 函館   | シーサイドS          | OP   | 12   | 3    | 3    | 2.2             | （1人）         | 1着  | 南井克巳 | 57          | ダ1700m（良） | 1:44.8 (37.9)        | -1.1     | （キョウエイスワット） |
|        | 10.    | 10     | 札幌   | ブリーダーズGC       | A    | 12   | 2    | 2    | 2.3             | （1人）         | 1着  | 南井克巳 | 56          | ダ2400m（良） | 2:32.0               | -2.1     | （スイフトセイダイ）   |
|        | 10.    | 27     | 東京   | 天皇賞（秋）         | GI   | 18   | 1    | 2    | 12.2            | （5人）         | 3着  | 南井克巳 | 58          | 芝2000m（不） | 2:04.0 (38.1)        | 0.1      | プレクラスニー         |
| 1992   | 1.     | 26     | 京都   | 日経新春杯           | GII  | 12   | 5    | 5    | 3.6             | （2人）         | 1着  | 南井克巳 | 57          | 芝2200m（良） | 2:15.2 (47.1)        | -0.3     | （ホワイトアロー）     |
|        | 3.     | 15     | 阪神   | 阪神大賞典           | GII  | 6    | 5    | 5    | 2.6             | （2人）         | 2着  | 南井克巳 | 58          | 芝3000m（稍） | 3:14.3 (49.5)        | 0.8      | メジロマックイーン     |
|        | 4.     | 26     | 京都   | 天皇賞（春）         | GI   | 14   | 5    | 7    | 37.2            | （4人）         | 2着  | 田島信行 | 58          | 芝3200m（良） | 3:20.4 (48.2)        | 0.4      | メジロマックイーン     |
|        | 5.     | 17     | 東京   | 安田記念             | GI   | 18   | 4    | 8    | 8.8             | （5人）         | 2着  | 南井克巳 | 57          | 芝1600m（良） | 1:33.9 (35.8)        | 0.1      | ヤマニンゼファー       |
|        | 6.     | 14     | 阪神   | 宝塚記念             | GI   | 13   | 5    | 6    | 2.0             | （1人）         | 2着  | 南井克巳 | 57          | 芝2200m（良） | 2:19.1 (52.3)        | 0.5      | メジロパーマー         |
| 1993   | 1.     | 24     | 京都   | 日経新春杯           | GII  | 12   | 8    | 13   | 8.6             | （4人）         | 10着 | 南井克巳 | 59          | 芝2200m（良） | 2:15.0 (47.8)        | 1.0      | エルカーサリバー       |
|        | 5.     | 16     | 東京   | 安田記念             | GI   | 16   | 7    | 13   | 34.3            | （8人）         | 8着  | 南井克巳 | 57          | 芝1600m（良） | 1:33.9 (35.9)        | 0.4      | ヤマニンゼファー       |
|        | 10.    | 31     | 東京   | 天皇賞（秋）         | GI   | 17   | 3    | 6    | 40.7            | （15人）        | 11着 | 南井克巳 | 58          | 芝2000m（良） | 2:00.2 (36.7)        | 1.3      | ヤマニンゼファー       |
|        | 11.    | 20     | 東京   | アルゼンチン共和国杯 | GII  | 17   | 6    | 12   | 8.9             | （5人）         | 7着  | 南井克巳 | 59          | 芝2500m（良） | 2:33.4 (37.8)        | 0.8      | ムッシュシェクル       |

## 血統表
| カミノクレッセの血統          | カミノクレッセの血統                              | カミノクレッセの血統                      | （血統表の出典）                          | （血統表の出典） |
| 父系                          | ノーザンテースト系                                | ノーザンテースト系                        | ノーザンテースト系                        | [ § 2 ]          |
| 父 アンバーシャダイ 1977 鹿毛 | 父の父*ノーザンテースト Northern Taste 1971 栗毛  | Northern Dancer                           | Nearctic                                  | Nearctic         |
| 父 アンバーシャダイ 1977 鹿毛 | 父の父*ノーザンテースト Northern Taste 1971 栗毛  | Northern Dancer                           | Natalma                                   |                  |
| 父 アンバーシャダイ 1977 鹿毛 | 父の父*ノーザンテースト Northern Taste 1971 栗毛  | Lady Victoria                             | Victoria Park                             | Victoria Park    |
| 父 アンバーシャダイ 1977 鹿毛 | 父の父*ノーザンテースト Northern Taste 1971 栗毛  | Lady Victoria                             | Lady Angela                               |                  |
| 父 アンバーシャダイ 1977 鹿毛 | 父の母*クリアアンバー Clear Amber 1967 黒鹿毛     | Ambiopoise                                | Ambiorix                                  | Ambiorix         |
| 父 アンバーシャダイ 1977 鹿毛 | 父の母*クリアアンバー Clear Amber 1967 黒鹿毛     | Ambiopoise                                | Bull Poise                                |                  |
| 父 アンバーシャダイ 1977 鹿毛 | 父の母*クリアアンバー Clear Amber 1967 黒鹿毛     | One Clear Call                            | Gallant Man                               | Gallant Man      |
| 父 アンバーシャダイ 1977 鹿毛 | 父の母*クリアアンバー Clear Amber 1967 黒鹿毛     | One Clear Call                            | Europa                                    |                  |
| 母 ショウワロマン 1981 鹿毛   | 母の父*コインドシルバー Coined Silver 1974 黒鹿毛 | Herbager                                  | Vandale                                   | Vandale          |
| 母 ショウワロマン 1981 鹿毛   | 母の父*コインドシルバー Coined Silver 1974 黒鹿毛 | Herbager                                  | Flagette                                  |                  |
| 母 ショウワロマン 1981 鹿毛   | 母の父*コインドシルバー Coined Silver 1974 黒鹿毛 | Silver Coin                               | Never Bend                                | Never Bend       |
| 母 ショウワロマン 1981 鹿毛   | 母の父*コインドシルバー Coined Silver 1974 黒鹿毛 | Silver Coin                               | Silver Spoon                              |                  |
| 母 ショウワロマン 1981 鹿毛   | 母の母ヒデシャイン 1967 栗毛                      | *ボウプリンス                             | Prince Chevalier                          | Prince Chevalier |
| 母 ショウワロマン 1981 鹿毛   | 母の母ヒデシャイン 1967 栗毛                      | *ボウプリンス                             | Isabelle Brand                            |                  |
| 母 ショウワロマン 1981 鹿毛   | 母の母ヒデシャイン 1967 栗毛                      | ジャンダーク                              | シマタカ                                  | シマタカ         |
| 母 ショウワロマン 1981 鹿毛   | 母の母ヒデシャイン 1967 栗毛                      | ジャンダーク                              | *トートレル F-No.11-e                     |                  |
| 母系(F-No.)                   | 11号族(FN:11-e)                                   | 11号族(FN:11-e)                           | 11号族(FN:11-e)                           | [ § 3 ]          |
| 5代内の近親交配               | Lady Angela 5x4=9.38%、Bull Lea 5x5=6.25%         | Lady Angela 5x4=9.38%、Bull Lea 5x5=6.25% | Lady Angela 5x4=9.38%、Bull Lea 5x5=6.25% | [ § 4 ]          |
| 出典                          | 1. 2. 3. 4.                                       | 1. 2. 3. 4.                               | 1. 2. 3. 4.                               | 1. 2. 3. 4.      |

- 甥に1996年のラジオたんぱ賞を勝ったエアガッツがいる[10]。4代母トートレルは1953年秋にチルウインド（メイズイなどの母）、イサベリーン（ヒカルメイジ、コマツヒカリの母）などと共にイギリスから一括輸入された19頭の繁殖牝馬群のうちの1頭で、その産駒にはカミノクレッセと同じく大競走で惜敗を続け「ジリ脚シーザー」と呼ばれたシーザーがいる。